# 天地明環
《天地明環》為武俠小說作家黃易於2015年開始連載的作品，本書為《盛唐三部曲》的最終部，《龍戰在野》的續集。香港由黃易出版社出版，台灣則由蓋亞文化出版，並於2015年11月1日出版卷一，每月出版一卷，至2017年4月出版卷十八。作者黃易於2017年4月5日猝逝，因此本作為黃易遺作。盛唐三部曲前兩部曲都以18集終結。但黃易這次寫《天地明環》集數更長，遺下的手稿只寫到卷二十三第一章，但故事並未寫完。 

## 故事簡介
神龍政變後，唐中宗李顯重登皇位，但朝政混亂，外有突厥虎視眈眈，內有韋后干政，宗楚客狼子野心，及來歷不明的北幫田上淵，藉著僧王、天師重回西京，遠來的吐蕃和親團，龍鷹如何保住大唐最後的希望？襄助唐睿宗李旦之三子唐玄宗李隆基興起開元盛世。

## 出場角色
本書出場角色眾多，包括中土、吐蕃、突厥、回紇、突騎施、龜茲、且末、南詔等。原計劃亦會涉及嶺南。

## 外部連結
- 黃易作品集的Facebook專頁 - 蓋亞設的公式FB